# Ladha, Bhalki
Ladha là một làng thuộc tehsil Bhalki, huyện Bidar, bang Karnataka, Ấn Độ.